# Hilario Cuenú
Hilario Cuenú (Tuluá, Valle del Cauca, Colombia; 31 de agosto de 1975) es un exfutbolista colombiano. Jugaba como defensa central y su último equipo fue Cortuluá.

## Clubes
| Club                 | País     | Año         |
| -------------------- | -------- | ----------- |
| Cortuluá             | Colombia | 1996 - 1999 |
| Santa Fe             | Colombia | 1999 - 2002 |
| Atlético Nacional    | Colombia | 2003        |
| América de Cali      | Colombia | 2003        |
| Deportes Tolima      | Colombia | 2004 - 2007 |
| Junior               | Colombia | 2007 - 2008 |
| Atlético Huila       | Colombia | 2009        |
| Atlético Bucaramanga | Colombia | 2010        |
| Cortuluá             | Colombia | 2010        |